# Olympische Sommerspiele 1920/Schwimmen – 400 m Freistil (Männer)
Der Schwimmwettkampf über 400 Meter Freistil der Männer bei den Olympischen Spielen 1920 in Antwerpen wurde vom 26. bis 28. August 1920 ausgetragen.

## Rekorde
Vor Beginn der Olympischen Spiele waren folgende Rekorde gültig.
| Weltrekord         | 5:14,6 min | Norman Ross    | Los Angeles, Vereinigte Staaten | 9. Oktober 1919 |
| Olympischer Rekord | 5:24,4 min | George Hodgson | Stockholm, Schweden             | 14. Juli 1912   |

Es wurden keine neue Rekorde aufgestellt.

## Ergebnisse

### Viertelfinale
Die zwei ersten Athleten eines jeden Laufs sowie der zeitschnellste Drittplatzierte aller Läufe qualifizierten sich für das Halbfinale.
Lauf 1
| Rang | Athlet         | Nation             | Zeit       | Anm. |
| ---- | -------------- | ------------------ | ---------- | ---- |
| 1    | Norman Ross    | Vereinigte Staaten | 6:16,2 min | Q    |
| 2    | Kenkichi Saitō | Japan              | 6:16,8 min | Q    |

Lauf 2
| Rang | Athlet             | Nation         | Zeit       | Anm. |
| ---- | ------------------ | -------------- | ---------- | ---- |
| 1    | Harold Annison     | Großbritannien | 5:58,0 min | Q    |
| 2    | Keith Kirkland     | Australien     | 6:12,2 min | Q    |
| 3    | Paul Vasseur       | Frankreich     | 6:30,4 min |      |
| 4    | Alfred Steen       | Norwegen       | 6:30,6 min |      |
| 5    | René Ricolfi-Doria | Schweiz        | unbekannt  |      |

Lauf 3
| Rang | Athlet           | Nation             | Zeit       | Anm. |
| ---- | ---------------- | ------------------ | ---------- | ---- |
| 1    | Bill Harris      | Vereinigte Staaten | 5:57,8 min | Q    |
| 2    | Henry Taylor     | Großbritannien     | 6:01,2 min | Q    |
| 3    | Masayoshi Uchida | Japan              | 6:40,0 min |      |
| 4    | Alois Hrášek     | Tschechoslowakei   | unbekannt  |      |

Lauf 4
| Rang | Athlet            | Nation             | Zeit       | Anm. |
| ---- | ----------------- | ------------------ | ---------- | ---- |
| 1    | George Vernot     | Kanada             | 5:32,6 min | Q    |
| 2    | Fred Kahele       | Vereinigte Staaten | 5:37,4 min | Q    |
| 3    | Frank Beaurepaire | Australien         | 5:42,0 min | q    |
| 4    | Arne Borg         | Schweden           | unbekannt  |      |
| 5    | Percy Peter       | Großbritannien     | unbekannt  |      |
| 6    | Giglio Bisagno    | Italien            | unbekannt  |      |

Lauf 5
| Rang | Athlet              | Nation             | Zeit       | Anm. |
| ---- | ------------------- | ------------------ | ---------- | ---- |
| 1    | Ludy Langer         | Vereinigte Staaten | 5:41,1 min | Q    |
| 2    | George Hodgson      | Kanada             | 5:49,8 min | Q    |
| 3    | John Hatfield       | Großbritannien     | 5:50,6 min |      |
| 4    | Harry Hay           | Australien         | unbekannt  |      |
| 5    | Antonio Quarantotto | Italien            | unbekannt  |      |

### Halbfinale
Die ersten zwei Athleten eines jeden Laufs und der schnellste Dritte qualifizierten sich für das Finale.
Halbfinale 1
| Rang | Athlet         | Nation             | Zeit       | Anm. |
| ---- | -------------- | ------------------ | ---------- | ---- |
| 1    | Norman Ross    | Vereinigte Staaten | 5:33,8 min | Q    |
| 2    | Fred Kahele    | Vereinigte Staaten | 5:35,8 min | Q    |
| 3    | Bill Harris    | Vereinigte Staaten | 5:36,0 min |      |
| 4    | Henry Taylor   | Großbritannien     | unbekannt  |      |
| —    | Kenkichi Saitō | Japan              | DNF        |      |

Halbfinale 2
| Rang | Athlet            | Nation             | Zeit       | Anm. |
| ---- | ----------------- | ------------------ | ---------- | ---- |
| 1    | George Vernot     | Kanada             | 5:27,8 min | Q    |
| 2    | Ludy Langer       | Vereinigte Staaten | 5:29,2 min | Q    |
| 3    | Frank Beaurepaire | Australien         | 5:32,8 min | q    |
| 4    | George Hodgson    | Kanada             | unbekannt  |      |
| 5    | Harold Annison    | Großbritannien     | unbekannt  |      |
| —    | Keith Kirkland    | Australien         | DNF        |      |

### Finale
| Rang | Athlet            | Nation             | Zeit       |
| ---- | ----------------- | ------------------ | ---------- |
| 1    | Norman Ross       | Vereinigte Staaten | 5:26,8 min |
| 2    | Ludy Langer       | Vereinigte Staaten | 5:29,0 min |
| 3    | George Vernot     | Kanada             | 5:29,6 min |
| 4    | Fred Kahele       | Vereinigte Staaten | unbekannt  |
| —    | Frank Beaurepaire | Australien         | DNF        |